# España en la Copa Mundial de Fútbol Sub-20 de 2013
La Selección de fútbol sub-20 de España fue una de las treinta y dos selecciones que participaron en la Copa Mundial de Fútbol Sub-20 de 2013, celebrada en Turquía.
El plantel alcanzó los cuartos de final tras conseguir ser líder del Grupo A y vencer a México en octavos de final, y acceder a los cuartos, dónde fue eliminada por Uruguay en tiempos extra con gol de Felipe Avenatti al minuto ciento tres.

## Jugadores
Fuente: FIFA.com

| Jugador          | Posición       | Nacimiento              |
| ---------------- | -------------- | ----------------------- |
| Daniel Sotres    | Guardameta     | 21 de mayo de 1993      |
| Rubén Nañez      | Guardameta     | 12 de octubre de 1993   |
| Adrián Ortola    | Guardameta     | 20 de agosto de 1993    |
| Javier Manquillo | Defensa        | 5 de mayo de 1994       |
| José Luis Gaya   | Defensa        | 25 de mayo de 1995      |
| Derik Osede      | Defensa        | 21 de febrero de 1993   |
| Israel Puerto    | Defensa        | 15 de junio de 1993     |
| Jose Campana     | Defensa        | 31 de mayo de 1993      |
| Diego Llorente   | Defensa        | 16 de agosto de 1993    |
| Jonathan Otto    | Defensa        | 3 de marzo de 1994      |
| Suso             | Centrocampista | 19 de noviembre de 1993 |
| Ager Aketxe      | Centrocampista | 30 de diciembre de 1993 |
| Saúl             | Centrocampista | 21 de noviembre de 1994 |
| Oliver Torres    | Centrocampista | 10 de noviembre de 1994 |
| Denis Suárez     | Centrocampista | 6 de enero de 1994      |
| Rubén            | Delantero      | 14 de julio de 1993     |
| Paco Alcácer     | Delantero      | 30 de agosto de 1993    |
| Jesé             | Delantero      | 26 de febrero de 1993   |
| Juan Bernat      | Delantero      | 1 de marzo de 1993      |
| Gerard Deulofeu  | Delantero      | 13 de marzo de 1994     |
| Jairo            | Delantero      | 11 de julio de 1993     |
| Julen Lopetegui  | Entrenador     | 28 de agosto de 1966    |

## Participación

### Grupo A
| Equipo         | Pts | PJ | PG | PE | PP | GF | GC | Dif |
| -------------- | --- | -- | -- | -- | -- | -- | -- | --- |
| España         | 9   | 3  | 3  | 0  | 0  | 7  | 2  | 5   |
| Francia        | 4   | 3  | 1  | 1  | 1  | 5  | 4  | 1   |
| Ghana          | 3   | 3  | 1  | 0  | 2  | 5  | 5  | 0   |
| Estados Unidos | 1   | 3  | 0  | 1  | 2  | 3  | 9  | -6  |

#### España vsEstados Unidos
España tuvo el dominio del esférico toda o gran parte del partido, haciendo gala de su juego de combinación y pase. Esto se vio reflejado en las estadísticas, teniendo un 54% de posesión y nueve intentos hacia la portería. Los delanteros incursionaban por las bandas, tratando de desestabilizar al equipo norteamericano. El dominio de pelota y juego español continuó durante la segunda mitad, habiendo finalizado el primer tiempo con dos goles de Jesé y uno de Gerard Deulofeu. Este último anotó el último gol de España en el partido minuto 61'. Estados Unidos descontó con un disparo desde fuera del área ejecutado por Luis Gil.
| 21 de junio de 2013 | Estados Unidos | 1:4(0:3) | España                         | Ali Sami Yen Arena, Estambul |                            |
|                     | Gil 77'        |          | Jesé 5' 44' · Deulofeu 42' 61' | Árbitro(s): Bakary Gassama   | Árbitro(s): Bakary Gassama |

#### España vsGhana
España consiguió su segunda victoria consecutiva en el torneo. Como en el partido previo, el conjunto europeo trató de hacerse con el balón desde el comienzo, acercándose varias veces al área africana. Al minuto 13', Jesé anotó su tercer tanto en el torneo, culminándo una jugada iniciada por Denis Suárez. Tras esto, Ghana se lanzó a buscar el empate. Minutos después, Deulofeu erró una oportunidad, de cara al arquero rival. En la segunda mitad del encuentro, el equipo ghanés llegó al área española varias veces con la intención de igualar el marcador, con el conjunto español retrocedido intentando mantener el resultado. Al final del encuentro, España clasificaba directamente a los octavos de final gracias a la victoria. «La rojita» (apodo dado por la afición al equipo) poseyó el balón un 63% e hizo doce intentos de gol.
| 24 de junio de 2013 | España   | 1:0(1:0) | Ghana | Ali Sami Yen Arena, Estambul |                          |
|                     | Jesé 13' |          |       | Árbitro(s): Ben Williams     | Árbitro(s): Ben Williams |

#### España vsFrancia
Con su tercera victoria consecutiva, España conseguía su clasificación a octavos invicta como líder del Grupo A. El encuentro comenzó con llegadas de ambos equipos, mostrándose mutuamente un estilo de juego ofensivo. Tras unos minutos, los delanteros españoles comenzaron a controlar el juego, poseyendo el esférico un 64%, y anotando el primer gol por conducto de Paco Alcácer tras una asistencia de Jesé. Durante el segundo tiempo, sin embargo, el conjunto europeo dominó casi totalmente, ampliando su marcador con un tanto de Jesé al 56'. En los últimos minutos, el equipo galo descontó con un gol de Thibaut Vion al 90' con un minuto de compensación.
| 27 de junio de 2013 | España                 | 2:1(1:0) | Francia    | Ali Sami Yen Arena, Estambul |                            |
|                     | Alcácer 23' · Jesé 56' |          | Vion 90+1' | Árbitro(s): Jonas Eriksson   | Árbitro(s): Jonas Eriksson |

### Octavos de final

#### España vsMéxico

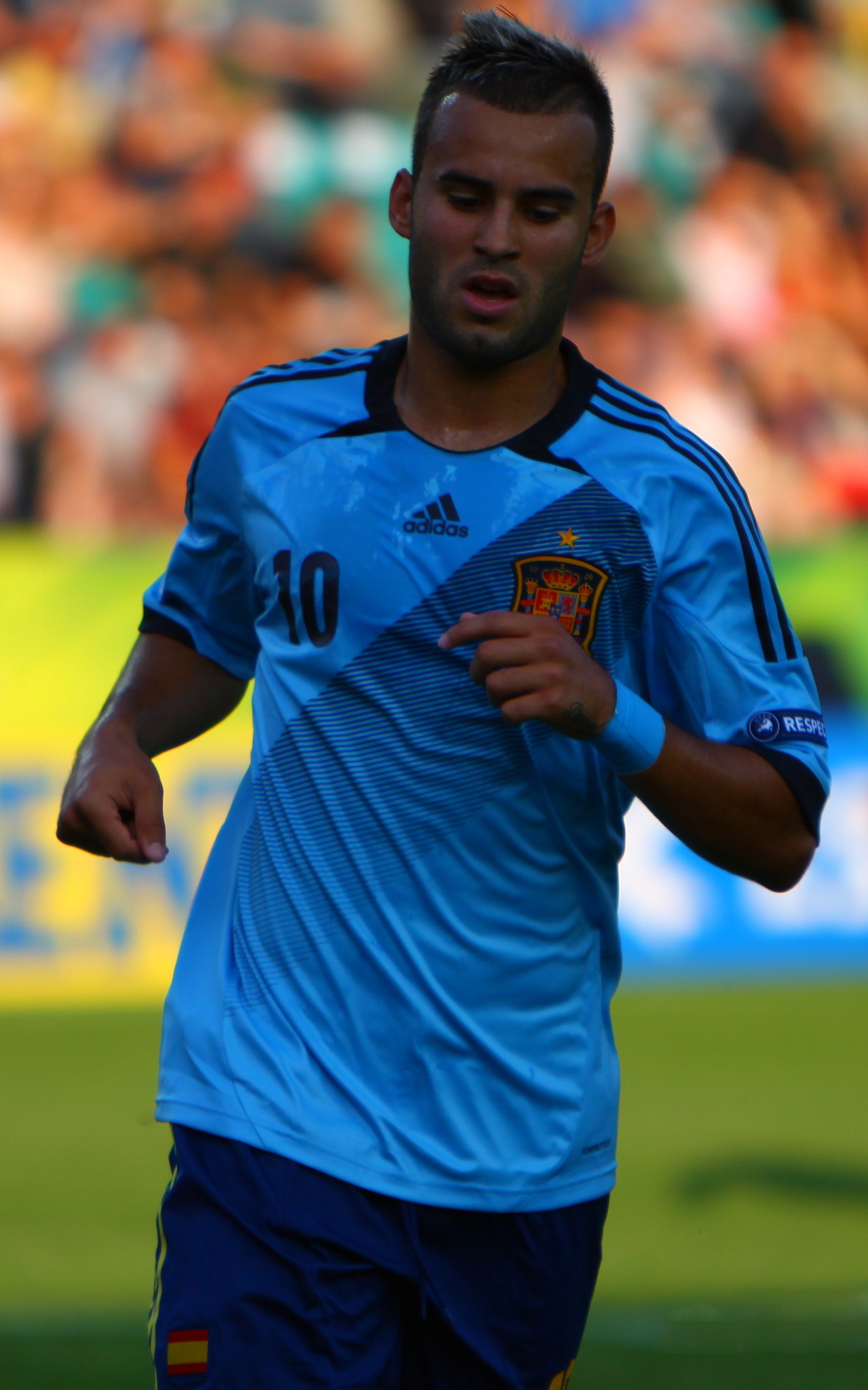
Jesé, autor del gol que le daría la clasificación a España.

Al inicio del partido, México se puso en ventaja al minuto 2' por medio de Arturo González cuándo éste definió un centro y anotó. Ante la situación, La rojita se lanzó hacia enfrente para buscar el empate. La posesión del balón estuvo a favor de España (69%), y también los intentos (veintiúno), pero en el primer tiempo La rojita se fue al descanso sin goles. En la segunda parte, España atacó y llegó al área rival, pero México estaba centrado en conservar el resultad, sin embargo, al 74', el defensa Derik Osede anotó y Jesé, al 90', impulsarían al conjunto europeo a los cuartos de final.
| 3 de julio de 2013 | España               | 2:1(0:1) | México      | Ali Sami Yen Arena, Estambul |                             |
|                    | Osede 74' · Jesé 90' |          | González 2' | Árbitro(s): Alireza Faghani  | Árbitro(s): Alireza Faghani |

### Cuartos de final

#### España vsUruguay
Como en los partidos previos, España se hizo con el control del balón desde el inicio, aunque Uruguay se mostraba presto al contragolpe. Estos últimos trataban de encontrar «espacios» para elaborar jugadas y ataques. En la segunda mitad, La rojita gozó de buenas oportunidades; sin embargo, el gol no cayó y se tuvo que acudir a una prórroga, en cuya primera parte Felipe Avenatti rompería la igualdad al 103'. Ante esto, España se lanzó a atacar, sin poder igualar el marcador. El conjunto europeo poseyó el balón un 65% y tuvo 18 intentos, de éstos, 10 fueron entre los tres palos.